# Okrug Kaunas
Okrug Kaunas (litavski: Kauno apskritis) je jedan od deset okruga u Litvi. Središte okruga je grad Kaunas. Dana 1. srpnja 2010. okružna uprava je ukinuta, a od tog datuma, Okrug Kaunas ostaje teritorijalna i statistička jedinica.

## Zemljopis
Okrug Kaunas nalazi se u središtu Litve, te je jedini litavski okrug koji ne graniči ni s jednom državom. Susjedni okruzi su Šiauliai i Panevėžis na sjeveru, Tauragė i Marijampolė na zapadu, Vilnius na istoku te okrug Alitus na jugu.

## Općine
Okrug Kaunas je podjeljen na osam općina, od kojih je jedna gradska.
- Općina Birštonas
- Općina Jonava
- Općina Kaišiadorys
- Grad Kaunas
- Općina Kaunas
- Općina Kėdainiai
- Općina Prienai
- Općina Raseiniai

## Vanjske poveznice
- Službene stranice okruga